# Droga krajowa nr 97 (Polska)
Droga krajowa nr 97 (DK97) – droga krajowa klasy GP łącząca autostradę A4 i drogę ekspresową S19 (węzeł Rzeszów Wschód) z drogą krajową nr 94. Pierwotnie kończyła się na skrzyżowaniu z ulicą Rzecha (rondo im. Jacka Kuronia).
Powstała na podstawie zarządzenia nr 60 Generalnej Dyrekcji Dróg Krajowych i Autostrad z dnia 20 grudnia 2013, które zaczęło obowiązywać 1 stycznia 2014. W dniu 22 grudnia 2014 r. jej przebieg został wydłużony do skrzyżowania z drogą krajową nr 94 (Rondo Pobitno).
W latach 1986 – 2000 numer 97 był przypisany do drogi krajowej Nowy Targ – Czarna Góra – Jurgów – granica państwa, która obecnie posiada nr 49.

## Dopuszczalny nacisk na oś
Na całej długości drogi dozwolony jest ruch pojazdów o nacisku na pojedynczą oś do 11,5 tony.